# Piqueras del Castillo
Piqueras del Castillo – gmina w Hiszpanii, w prowincji Cuenca, w Kastylii-La Mancha, o powierzchni 45,86 km². W 2011 roku gmina liczyła 67 mieszkańców.